# Апокрисијар
Апокрисијар или поклисар (грч. 'άποκρισιάριος) је појам настао од грчког глагола грч. 'αποκρίνομαι, који значи: одговарати; означава особу која носи одговор (άπόκριοις - одговор). У Црквеној терминологији, означава особе које су од стране Цркве или Црквене општине послате да уређују послове са световном влашћу.
Српски облик речи поклисар, јавља се у XIII веку са значењем: посланик, а понекад се тим именом називају и Анђели, као Божији посланици. Служба поклисара назива се поклисарство.
Апокрисијар је називано и лице које је стални представник високог Црквеног поглавара на двору другог Црквеног поглавара. Апокрисијаре су имали у раним вековима Патријарси антиохијски, александријски, јерусалимски и Папа римски на патријаршијском двору у Цариграду. Тако, средином V века, Папу Лава I Великог представља епископ Јулијан Коски, а Диоскора Александријског - Анатолије, каснији Патријарх Константинопољски. Појава те дужности тумачи се тиме што је политички утицај учинио да је Цариград постао центар целог Римског царства, јер је Империја на Западу доживела последње године. Тада се Рим и Александрија налазе на пола пута према претварању у посебне Црквене државе-владавине, па њихове духовне вође држе сталне представнике у престоном граду, ради узајамних односа са двором. Њихова улога престала је у време иконоборачких спорова, нарочито кад је у питању била веза са Западом, јер су већ тада, практично, Папе прекинуле већину својих веза са Истоком.